# Age of Empires Online
Age of Empires Online (viết tắt AoEO) (tạm dịch: Thời đại của những Đế chế Trực tuyến) là phiên bản trực tuyến của dòng trò chơi máy tính thuộc thể loại chiến lược thời gian thực lấy bối cảnh lịch sử khá nổi tiếng trên toàn thế giới là Age of Empires đã được lên kế hoạch phát triển từ lâu, dự kiến phát hành vào năm 2011 và sẽ được phân phối theo dạng số hóa.
Ban đầu game được phát triển bởi hãng Robot Entertainment nhưng vào ngày 24 tháng 2 năm 2011, quyền phát triển sản phẩm được chuyển giao cho hãng Gas Powered Games, nhà sản xuất tạo nên trò Supreme Commander. Game do Microsoft Game Studios phụ trách việc phát hành. Age of Empires Online cho phép game thủ chơi miễn phí kèm theo gói nội dung trả phí.

## Cách chơi

Cảnh chụp của game cho thấy cảnh một trận đánh đang diễn ra.

Age of Empires Online vẫn giữ nguyên lối chơi kinh điển của dòng game Age of Empires trong quá khứ như xây nhà, thu thập tài nguyên, tạo quân và tiêu diệt đối phương, chỉ có điểm khác biệt ở trong phiên bản trực tuyến này là người chơi sẽ phải thực hiện những nhiệm vụ chính mà game đưa ra để kiếm được những vật phẩm và kỹ năng mới, ngoài ra người chơi còn có thể hợp tác với người chơi khác làm nhiệm, buôn bán hay liên minh lại với nhau để chống lại quốc gia của những người chơi khác. Game là một sự kết hợp giữa hai thể loại là chiến lược thời gian thực và game trực tuyến nhiều người chơi.
Cho đến hiện tại, game đã cho phép người chơi chọn lựa các nền văn minh bao gồm Hy Lạp, Ai Cập, và Celt, cộng với nền văn minh Ba Tư mà hiện chỉ dành cho những người đã mua các gói bảo hiểm.

## Phát triển
Age of Empires Online lúc đầu hoạt động dưới tên gọi Dự Án S, là game đầu tiên được phát triển bởi hãng Robot Entertainment, một công ty phát triển trò chơi máy tính do những cựu thành viên của Ensemble Studios, người tạo nên dòng game Age of Empires sáng lập ra. Trước khi có thông báo chính thức thì ban đầu trên trang web Kotaku cho rằng bản thân trò chơi này chỉ ăn theo tựa game Halo (xem thêm Spartans), sau đó có những báo cáo nói rằng cách chơi của game khá giống Age of Empires. Cuối cùng game được công bố chính thức vào ngày 16 tháng 8 năm 2010.
Vào ngày 24 tháng 2 năm 2011, đã có nguồn tin thông qua trang đầu của Chris Taylor trên Facebook cho biết Gas Powered Games đã nắm được quyền phát triển dự án từ tay Robot Entertainment. Theo lời nói từ một nguồn blog của ông  thì nó đã xuất hiện trên trang web của game, cho thấy rằng Gas Powered Games đang tiến hành việc phát triển game thông qua những đoạn phim cắt cảnh hấp dẫn, những gói nội dung tạo thành được chuyển đến cho trưởng nhóm phát triển tiếp tục thực hiện những cộng đoạn kế tiếp, tuy nhiên theo hãng phát triển cho biết thì dự án cần một khoảng thời gian dài để thử nghiệm trước khi tung ra bản chính thức.